# چنگده
چنگده (به لاتین: Chengde) یک شهر مرکزی در جمهوری خلق چین است که در هبئی واقع شده‌است.

## خصوصیات
چنگده ۳۹٬۵۱۹ کیلومترمربع مساحت و ۳٬۶۱۰٬۰۰۰ نفر جمعیت دارد و ۳۲۷ متر بالاتر از سطح دریا واقع شده‌است.

## نگارخانه

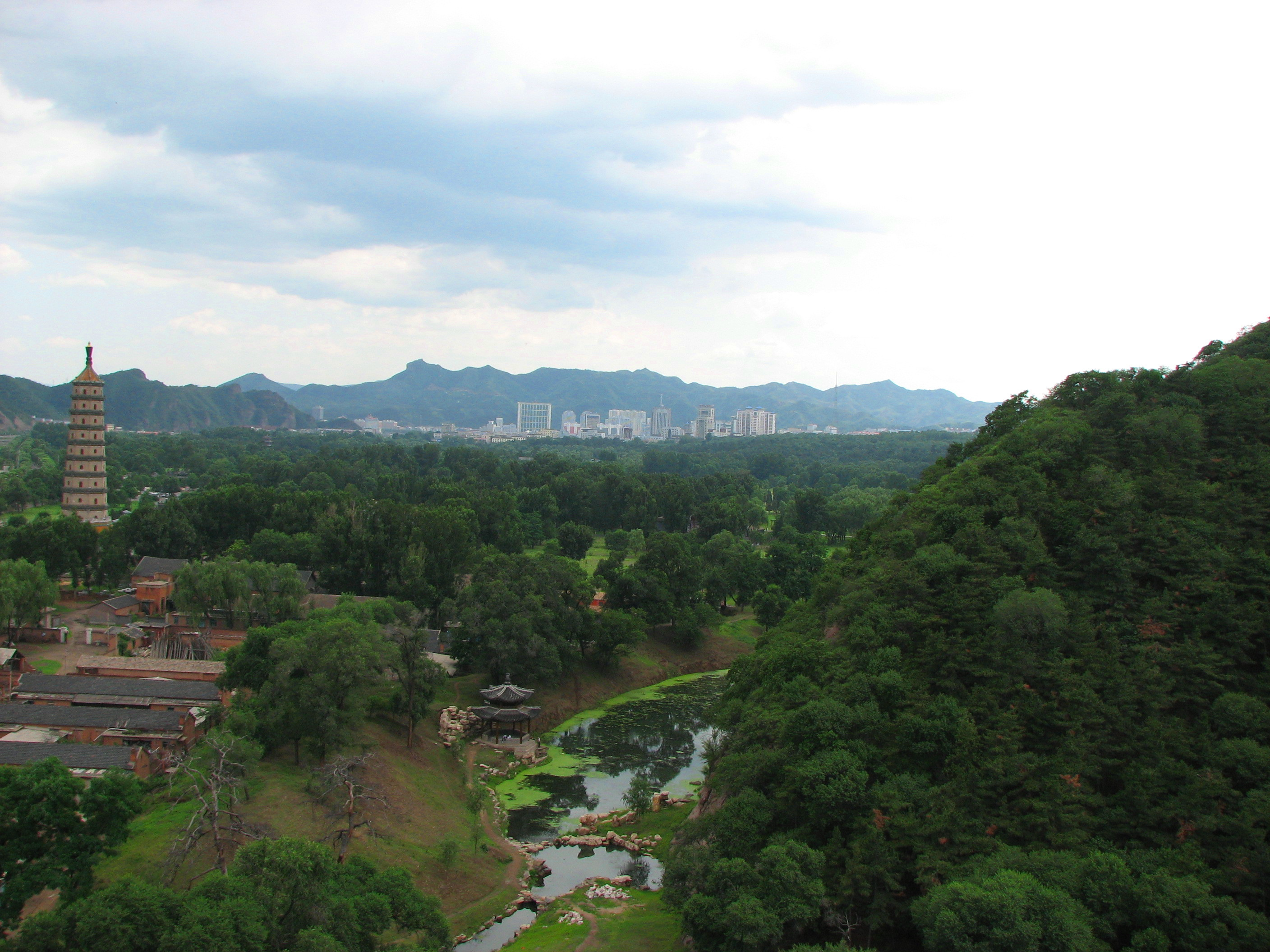
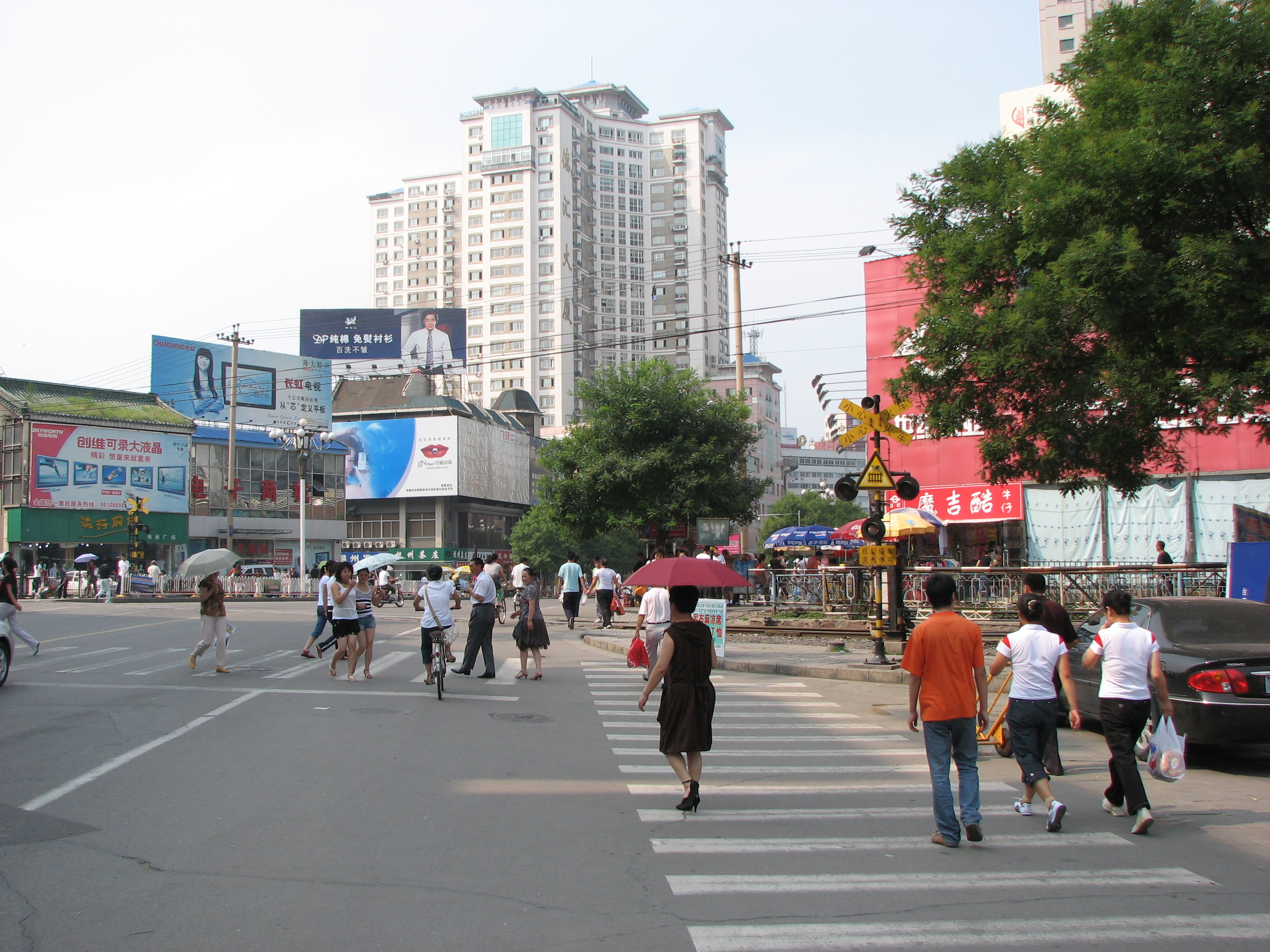
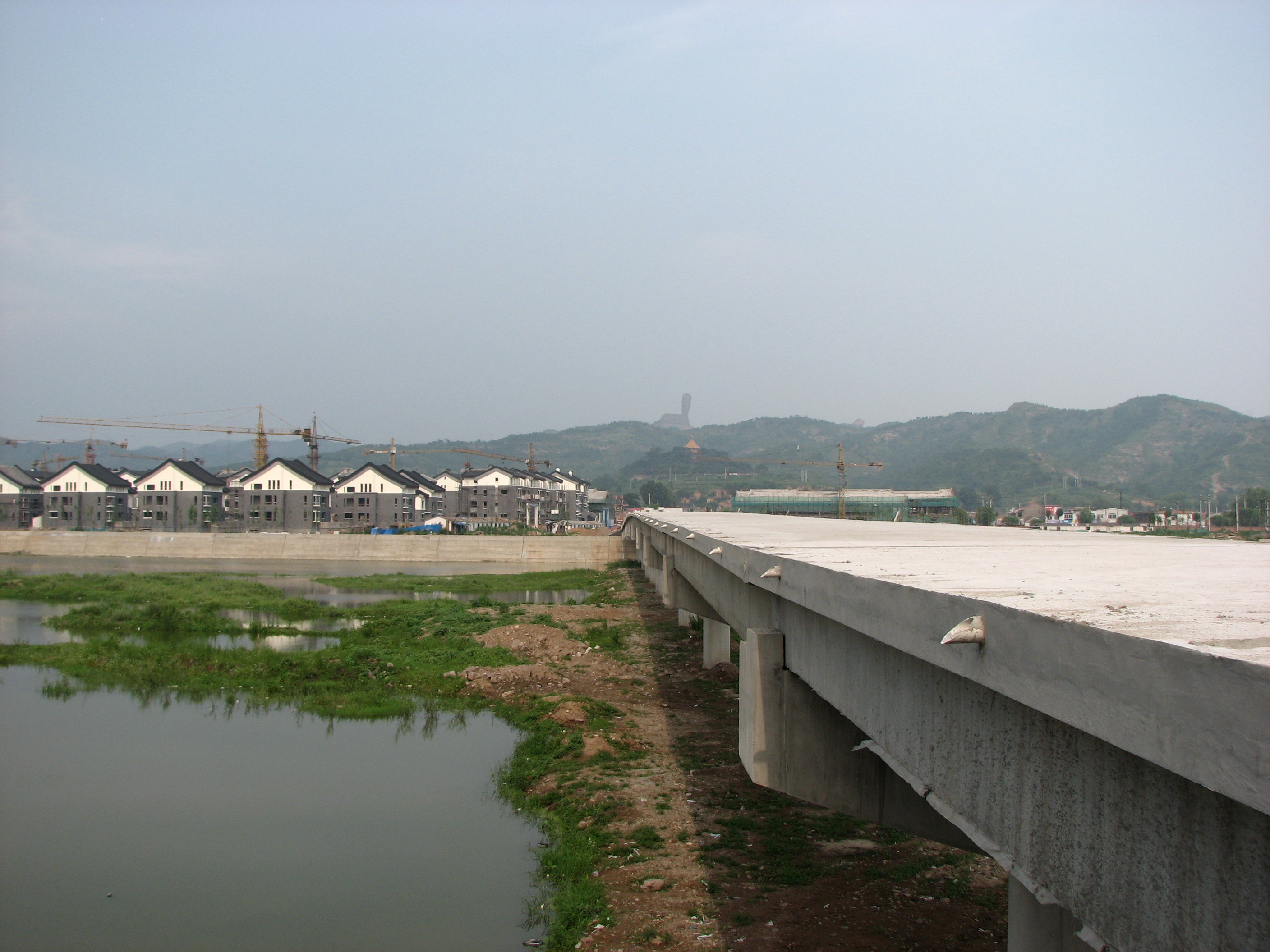
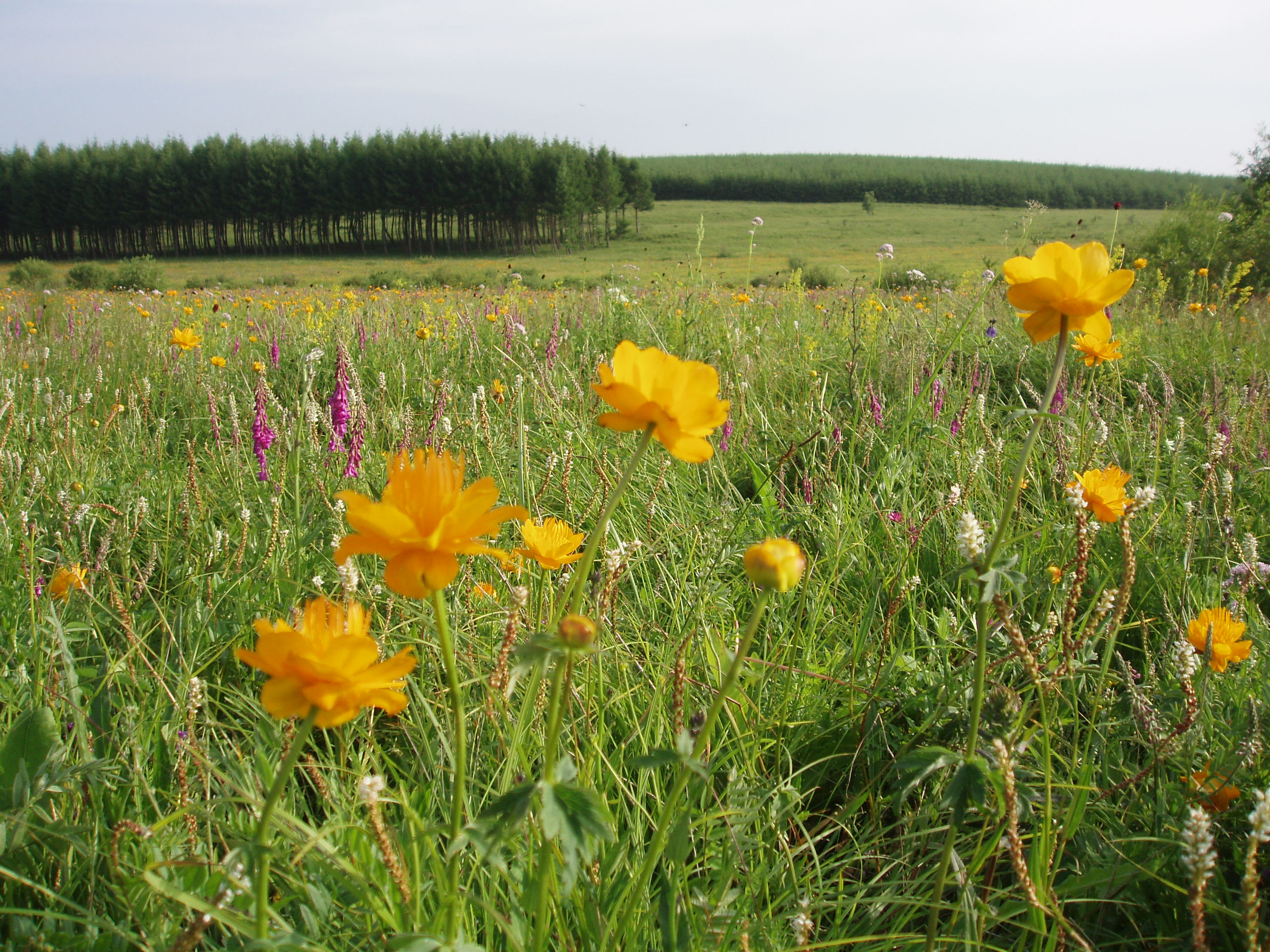